# Capo Tafonato
Il Capo Tafonato (Capu Tafunatu in còrso) è un rilievo montuoso della Corsica alto 2335 m s.l.m.. 

## Descrizione
Il monte è situato all'interno del massiccio del monte Cinto nei pressi della Paglia Orba, nella parte nord-occidentale dell'isola. Dal suo versante occidentale nasce il fiume Fango.